# Gephyrochromis
Gephyrochromis is een geslacht van straalvinnige vissen uit de familie van de cichliden (Cichlidae).

## Soorten
- Gephyrochromis lawsi Fryer, 1957
- Gephyrochromis moorii Boulenger, 1901